# Kunstrijden op de Olympische Winterspelen 1924

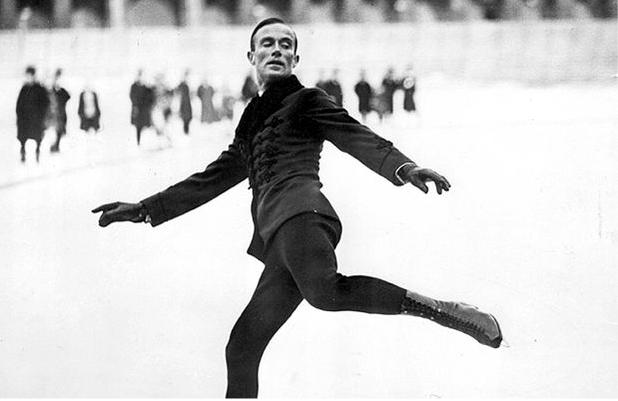
Gillis Grafström in Chamonix 1924

Het kunstrijden is een van de sporten die beoefend werden tijdens de Olympische Winterspelen 1924 in Chamonix-Mont-Blanc. Het was de derde keer dat het kunstrijden op het olympische programma stond. In 1908 en 1920 stond het op het programma van de Olympische Zomerspelen. De wedstrijden vonden op een buitenijsbaan plaats van 28 tot en met 31 januari.
Van de 29 deelnemers (16 mannen en 13 vrouwen) uit elf landen namen er tien voor de tweede keer deel; Grafström (solo), Blanchard-Weld / Niles (solo en paren), Jakobsson-Eilers / Jakobsson, Herbos / Wagemans en Sabouret / Sabouret (paren) en Muckelt (solo en paren; in 1908 met Sydney Wallwork, dit jaar met John Page).
De Zweed Gillis Grafström werd de eerste kunstschaatser die zijn olympische titel prolongeerde.
Eindrangschikking
Elk van de zeven juryleden rangschikte de deelnemer van plaats 1 tot en met de laatste plaats. Deze plaatsing geschiedde op basis van het toegekende puntentotalen door het jurylid gegeven. (Deze puntenverdeling was weer gebaseerd op 60% van de verplichte kür, 40% van de vrije kür bij de solo disciplines). De uiteindelijke rangschikking geschiedde bij een meerderheidsplaatsing. Dus, wanneer een deelnemer bij meerderheid als eerste was gerangschikt, kreeg hij de eerste plaats toebedeeld. Vervolgens werd voor elke volgende positie deze procedure herhaald. Wanneer geen meerderheidsplaatsing kon worden bepaald, dan waren beslissende factoren: 1) laagste som van plaatsingscijfers van alle juryleden, 2) totaal behaalde punten, 3) punten behaald in de verplichte kür.

## Mannen
Op 29 (verplichte kür) en 30 januari (vrije kür) streden elf mannen uit negen landen om de medailles.
r/m = rangschikking bij meerderheid, pc/7 = som plaatsingcijfers van alle zeven juryleden (vet = beslissingsfactor)
| rang   | sporter(s)        | land | r/m                         | pc/7 | punten   |
| ------ | ----------------- | ---- | --------------------------- | ---- | -------- |
| Goud   | Gillis Grafström  | SWE  | 4x1 (1-1-2-1-1-2-2)         | 10   | 2.575,25 |
| Zilver | Willy Böckl       | AUT  | 6x2 (2-2-3-2-2-1-1)         | 13   | 2518,75  |
| Brons  | Georges Gautschi  | SUI  | 5x3 (3-4-4-3-3-3-3)         | 23   | 2.333,50 |
| 4      | Josef Slíva       | TCH  | 5x4 (4-3-1-4-5-4-7)         | 28   | 2175,50  |
| 5      | John Page         | GBR  | 5x5 (5-5-7-6-4-5-4)         | 36   | 2067,00  |
| 6      | Nathaniel Niles   | USA  | 4x6 (7-6-9-5-7-6-6)         | 46   | 1.921,25 |
| 7      | Melville Rogers   | CAN  | 4x7 (6-7-8-7-6-9-8)         | 51   | 1.888,75 |
| 8      | Pierre Brunet     | FRA  | 5x8 (8-8-5-9-8-7-9)         | 54   | 1.880,25 |
| 9      | Freddy Mésot      | BEL  | 7x9 (9-9-6-8-9-8-5)         | 54   | 1.863,25 |
| 10     | Herbert J. Clarke | GBR  | 7x10 (10-10-10-10-10-10-10) | 70   | 1.538,25 |
| 11     | Andre Malinet     | FRA  | 7x11 (11-11-11-11-11-11-11) | 77   | 1.417,25 |

## Vrouwen
Op 28 (verplichte kür) en 29 januari (vrije kür) streden acht vrouwen uit zes landen om de medailles.
r/m = rangschikking bij meerderheid, pc/7 = som plaatsingcijfers van alle zeven juryleden (vet = beslissingsfactor)
| rang   | sporter(s)             | land | r/m                 | pc/7 | punten   |
| ------ | ---------------------- | ---- | ------------------- | ---- | -------- |
| Goud   | Herma Plank-Szabo      | AUT  | 7x1 (1-1-1-1-1-1-1) | 7    | 2.094,25 |
| Zilver | Beatrix Loughran       | USA  | 7x2 (2-2-2-2-2-2-2) | 14   | 1.959,00 |
| Brons  | Ethel Muckelt          | GBR  | 3x3 (4-3-3-3-5-5-3) | 26   | 1.750,50 |
| 4      | Theresa Blanchard-Weld | USA  | 5x4 (3-4-4-3-5-5-3) | 27   | 1.746,75 |
| 5      | Andrée Joly            | FRA  | 3x5 (6-6-7-5-3-7-4) | 38   | 1.623,50 |
| 6      | Cecil Smith            | CAN  | 3x6 (5-7-5-8-6-6-7) | 44   | 1.615,25 |
| 7      | Kathleen Shaw          | GBR  | 5x7 (7-8-6-6-7-4-8) | 48   | 1.547,00 |
| 8      | Sonja Henie            | NOR  | - (8-5-8-7-8-8-6)   | 50   | 1.426,75 |

## Paren
Op 31 januari streden negen paren uit zeven landen in de vrije kür om de medailles.
r/m = rangschikking bij meerderheid, pc/7 = som plaatsingcijfers van alle zeven juryleden (vet = beslissingsfactor)
| rang   | sporter(s)                                   | land | r/m                       | pc/7 | punten |
| ------ | -------------------------------------------- | ---- | ------------------------- | ---- | ------ |
| Goud   | Helene Engelmann / Alfred Berger             | AUT  | 5x1 (1-2-1-1-1-1-2)       | 9,0  | 74,50  |
| Zilver | Ludowika Jakobsson-Eilers / Walter Jakobsson | FIN  | 3x2 (4-3-2-2-3,5-3-1)     | 18,5 | 71,75  |
| Brons  | Andrée Joly / Pierre Brunet                  | FRA  | 5x3 (2-6-3-4-2-2-3)       | 22,0 | 69,25  |
| 4      | Ethel Muckelt / John Page                    | GBR  | 4x4 (6,5-1-7-3-3,5-5,5-4) | 30,5 | 69,50  |
| 5      | Géraldine Herbos / Georges Wagemans          | BEL  | 3x5 (3-4-6-7-7-4-6)       | 37,0 | 61,75  |
| 6      | Theresa Blanchard-Weld / Nathaniel Niles     | USA  | 2x6 (5-5-5-6-5,5-5,5-7)   | 39,0 | 63,50  |
| 7      | Cecil Smith / Melville Rogers                | CAN  | 6x7 (6,5-8-4-5-5,5-7-5)   | 41,0 | 63,75  |
| 8      | Mildred Richardson / Thomas Richardson       | GBR  | 5x8 (8-7-8-9-8-8-9)       | 57,0 | 53,75  |
| 9      | Simone Sabouret / Charles Sabouret           | FRA  | - (9-9-9-8-9-9-8)         | 61,0 | 50,00  |

## Medaillespiegel
| rang | land             | Goud | Zilver | Brons | totaal |
| ---- | ---------------- | ---- | ------ | ----- | ------ |
| 1    | Oostenrijk       | 2    | 1      | 0     | 3      |
| 2    | Zweden           | 1    | 0      | 0     | 1      |
| 3    | Finland          | 0    | 1      | 0     | 1      |
| 3    | Verenigde Staten | 0    | 1      | 0     | 1      |
| 5    | Frankrijk        | 0    | 0      | 1     | 1      |
| 5    | Groot-Brittannië | 0    | 0      | 1     | 1      |
| 5    | Zwitserland      | 0    | 0      | 1     | 1      |
|      |                  | 3    | 3      | 3     | 9      |

Londen 1908 · 
Antwerpen 1920 · 
Chamonix 1924 · 
St. Moritz 1928 · 
Lake Placid 1932 · 
Garmisch-Partenkirchen 1936 · 
St. Moritz 1948 · 
Oslo 1952 · 
Cortina d'Ampezzo 1956 · 
Squaw Valley 1960 · 
Innsbruck 1964 · 
Grenoble 1968 · 
Sapporo 1972 · 
Innsbruck 1976 · 
Lake Placid 1980 · 
Sarajevo 1984 · 
Calgary 1988 · 
Albertville 1992 · 
Lillehammer 1994 · 
Nagano 1998 · 
Salt Lake City 2002 · 
Turijn 2006 · 
Vancouver 2010 · 
Sotsji 2014 · 
Pyeongchang 2018 · 
Peking 2022
Olympische medaillewinnaars
Bobsleeën · Curling · Kunstrijden · Langlaufen · Militaire patrouille · Noordse combinatie · Schaatsen · Schansspringen · IJshockey